# Кусимова, Тансылу Хажимовна
Кусимова Тансылу Хажимовна (баш. Кусимова Таңһылыу Хажим ҡыҙы; 30 января 1927, Аскарово, Башкирская АССР — 1999, Уфа) — лингвист-тюрколог, антропонимист; специалист по башкирской филологии. Кандидат филологических наук, автор-составитель русско-башкирских, башкирско-русских словарей. Заслуженный работник культуры Республики Башкортостан.

## Биография
Тансылу Кусимова родилась 30 января 1927 года в селе Аскарово Тамьян-Катайского кантона Башкирской АССР (ныне — Абзелиловский район Республики Башкортостан) в многодетной семье. Окончила Аскаровскую среднюю школу Абзелиловского района. После окончания Стерлитамакского учительского института работала учителем в Зилаирском районе Башкирской АССР.
В 1950-е годы, после окончания Башкирского государственного педагогического институт а им. К. А. Тимирязева, была принята на работу младшим научным сотрудником в Институт истории, языка и литературы Башкирского научного центра Уральского отделения Академии наук СССР.
Вышла замуж за офицера Адгама Искужина и по семейным обстоятельствам на некоторое время уехала из республики. В 1961 году семья вернулась в Уфу, несколько лет Тансылу Хажимовна работала воспитателем в школе-интернате № 1. Учащиеся запомнили её добрым и внимательным педагогом, Кусимова учила их ставить перед собой высокие цели и добиваться их. Об этом пишет в своих воспоминаниях поэтесса Расима Ураксина.
Стремление посвятить свою жизнь более глубокому изучению башкирского языка вновь привело Т. Кусимову в Институт истории, языка и литературы, где она проработала до конца жизни.
Тансылу Хажимовна была пионером среди ученых в изучении башкирских антропонимов. Глубокое изучение материала позволило Кусимовой успешно защитить диссертацию на тему «Из истории личных имен башкир» на соискание ученой степени кандидата филологических наук.
Широкую известность Тансылу Кусимовой принесла её книга «Башҡорт исемдәре» («Башкирские имена»), выпущенная Башкирским книжным издательством в 1976 году. Книга быстро разошлась, была востребована читателями, и переиздавалась с дополнениями в 1982, 1991, 2000 годах.
Тансылу Кусимова утверждала в своей книге:
 Имя человека должно соответствовать духу времени, вместе с тем отражать богатые традиции своего народа.
Скончалась Тансылу Кусимова в 1999 году в Уфе от тяжелой болезни.

## Научная деятельность
Тансылу Кусимова занималась изучением башкирских антропонимов, она не ограничивалась кабинетной работой, с результатами своих исследований делилась с читателями газет и журналов.
В команде с другими лингвистами много лет работала над составлением словарей — двухтомного «Словаря башкирского языка» («Башҡорт теленең һүҙлеге»,1993), русско-башкирского, башкирско-русского и других словарей.

## Научные труды
- Словарь башкирского языка (Башҡорт теленең һүҙлеге. 2 томда. М., «Русский язык», 1993 (авторҙаш);
- Башкирские имена (Башҡорт исемдәре. Өфө, 1976);
- Башкирские имена (Башҡорт исемдәре. Өфө, 1982);
- Исемдәр донъяһында. Өфө, 1992;
- Башкирские имена (Башҡорт исемдәре. Өфө, 2000 ,авторҙаш);
- Башкирские имена (Башҡорт исемдәре. Өфө, 2006 ,авторҙаш).

## Почетное звание
- Заслуженный работник культуры Республики Башкортостан.

## Семья
- Муж — музыкант-кураист, педагог, Заслуженный работник культуры Республики Башкортостан Адигам Искужин[4] (его имя присвоено музыкальной школе № 9 города Уфы).

Сестра — Альбина Исхакова, известный в Башкортостане общественный деятель.